# Renault Fiftie
La Renault Fiftie è una concept car prodotta dalla casa automobilistica francese Renault e presentata al salone dell'automobile di Ginevra del marzo 1996 in occasione del cinquantesimo anniversario del lancio della 4CV. 

## Contesto
La proposta di realizzare una vettura dallo stile vintage venne avanzata dal reparto comunicazione e marketing di Renault nel 1995. L'idea nacque sull'onda del grande successo della Volkswagen Concept One, il prototipo che avrebbe poi dato vita alla New Beetle. L'anniversario della Renault 4CV, una vettura fondamentale nella storia del costruttore francese, rappresentava un'occasione ideale per introdurre un modello dallo stile rétro. 
Inizialmente, il centro stile Renault, diretto da Patrick Le Quément, espresse un parere negativo sul progetto. La principale motivazione era la percezione di incoerenza con il linguaggio stilistico dell'epoca, che era fortemente futuristico e innovativo, come dimostrato dalla prima generazione dei modelli Twingo e Mégane. Alla fine, la direzione di Renault approvò l'idea della Fiftie e affidò il compito di disegnare la concept car al giovane Benoit Jacob, all'epoca membro del centro stile della casa automobilistica.  
Pur richiamando le linee e alcuni elementi stilistici della Renault 4 CV, la Renault Fiftie non fu una replica, ma una proposta contemporanea per una vettura dedicata al tempo libero. La concept car fu accolta favorevolmente al salone dell'automobile di Ginevra, ma non entrò mai in produzione, poiché Renault non mostrò interesse per il settore delle auto neo-vintage. 

## Stile
Benoit Jacob riprese le linee tondeggianti della 4CV, ma anziché creare una berlina a quattro porte come l’originale, realizzò una piccola coupé sportiva targa a due porte con proporzioni equilibrate e uno stile dinamico. Esteticamente, la Renault Fiftie si distingueva per il tetto composto da quattro pannelli smontabili, che potevano essere riposti all’interno di un apposito vano sotto il lunotto posteriore, anch'esso ripiegabile.  La vettura presentava numerosi richiami alla 4CV, come i "baffi" cromati all’anteriore e le feritoie di raffreddamento sul cofano posteriore. La carrozzeria era realizzata in fibra di carbonio e includeva elementi innovativi, come le prese d’aria laterali che nascondevano le serrature per l’apertura delle portiere e i fari posteriori a "clessidra”, disegno successivamente ripreso sulla Renault Avantime. 
La concept era di un colore giallo metallizzato, in onore del soprannome "piccolo panetto di burro" della 4CV. 
Gli interni della Fiftie erano caratterizzati dall'uso di materiali innovativi per i rivestimenti, tra cui lino, cotone e pannelli delle portiere in rattan. La plancia presentava un grande display centrale, sovrastato da una strumentazione analogica dal look rétro.  Il volante e la pedaliera erano regolabili in lunghezza, mentre i sedili fissi. 

## Caratteristiche tecniche
La vettura era costruita sul telaio interamente in alluminio della Renault Spider, con cui condivideva anche le sospensioni e lo schema meccanico con motore centrale e trazione posteriore.  Sulla Fiftie, il motore era dunque montato tra i due assi, in posizione centrale, a differenza della 4CV dove il motore era posizionato semplicemente dietro l’abitacolo. Nonostante fosse una concept car, la Fiftie era perfettamente funzionante, grazie all'adozione del motore quattro cilindri D7F da 1,2 litri di cilindrata, 8 valvole e 60 CV di potenza, che sarebbe stato successivamente utilizzato su Twingo e Clio.